# Apogonia lanata
Apogonia lanata är en skalbaggsart som beskrevs av Frey 1964. Apogonia lanata ingår i släktet Apogonia och familjen Melolonthidae. Inga underarter finns listade i Catalogue of Life.